# Robert Wilmot-Horton
Pour les articles homonymes, voir Wilmot et Horton.
Robert Wilmot-Horton (né le 21 décembre 1784 - mort le 31 mai 1841) est un homme politique britannique. Il est sous-secrétaire d’État à la Guerre et aux Colonies, et est le 6e gouverneur du Ceylan britannique.
Néanmoins, il est beaucoup plus connu pour ses écrits sur l'immigration dans les colonies britanniques.

## Biographie
Né Robert John Wilmot, Wilmot-Horton est le fils unique de Robert Wilmot, 2e baronnet d'Osmaston, et de Juliana Elizabeth (née Byron). Il fait ses études à Eton et Christ Church, Oxford. 

## Œuvres
- Collected Writings on Pauperism and Emigration, 5 travaux publiés entre 1829 et 1839.

## Honneurs et distinctions

### Distinctions
- Membre du Conseil privé (1827)

### Décorations
- Ordre royal des Guelfes : chevalier grand-croix

## Héritage
- Le parc national de Horton Plains est nommé à son nom par le Lieutenant William Fisher.
- Horton Place à Colombo est nommé à son nom.